# Akwarium low-tech
Akwarium low-tech – typ słodkowodnego akwarium naturalnego o słabym zaawansowaniu technicznym.
Pod pojęciem akwarium low-tech kryje się metoda zakładania, utrzymywania i opieki nad akwarium oparta na założeniu, że dla zrównoważenia procesów chemicznych i biologicznych (zobacz: równowaga biologiczna (akwarystyka), cykl azotowy w akwariach) występujących w akwarium a niezbędnych dla jego dobrostanu (stabilnych parametrów wody, zdrowia i wzrostu roślin, zwierząt, eliminacji glonów) w zupełności wystarczą procesy naturalne bez potrzeby wspomagania ich stosowaniem skomplikowanych, kosztownych urządzeń technicznych, specjalistycznych środków chemicznych lub czasochłonnych zabiegów pielęgnacyjnych a wybrane procesy np. intensywniejsza niż w normalnych warunkach nitryfikacja wzmożona przez wydajny filtr jest dla akwarium szkodliwa.

## Założenia metody akwarium low-tech
- wykorzystanie żyznego podłoża dla roślin zakorzenionych składającego się naturalnej gleby pokrytej warstwą drobnego żwiru
- stosowanie wody o twardości ośmiu °n i większej
- wykorzystanie światła naturalnego w tym także dopuszczalna jest bezpośrednia ekspozycja akwarium na promienie słoneczne
- umiarkowanie silne oświetlenie światłem ze świetlówek (0,25 do 0,5 W na litr wody) mniej w wypadku zbiorników płytkich lub doświetlania światłem naturalnym
- niewielka lub umiarkowana obsada ryb
- obfite karmienie ryb – nadmiar pokarmu stanowi uzupełnienie mikro i makroelementów dla roślin
- duża obsada różnorodnych roślin
- bogaty zestaw mikroorganizmów
- delikatna cyrkulacja wody wymuszana przy pomocy głowic wodnych lub wewnętrznych filtrów mechanicznych
- pozwalanie roślinom na wyrastanie ponad powierzchnię wody i wykorzystywanie CO2 z zasobów powietrza
- stosowanie roślin pływających

w akwarium low-tech w przeciwieństwie do akwarium high-tech nie stosuje się następujących urządzeń i zabiegów pielęgnacyjnych:
- sztucznego nawożenia CO2
- nawożenia roślin makro i mikroelementami
- filtracji biologicznej prowadzonej przy pomocy wydajnych filtrów
- częstych podmian wody (wystarczające w akwarium low-tech podmiany to 50% objętości wody akwarium na pół roku)
- odmulania dna (czyszczenie żwiru jest w akwarium low-tech uznane za szkodliwe ze względu na uniemożliwienie uzupełniania ubytków składników pokarmowych w podłożu[2])
- leków i środków chemicznych do wybielania wody, walki z glonami itp. za względu na fakt, że niszczą ekosystem akwarium.Jedynym środkiem chemicznym którego stosowanie w akwarium low-tech jest dopuszczalne są uzdatniacze wody zawierające EDTA
- denitryfikatorów
- odpieniaczy

## Cechy akwarium low-tech
- niskie koszty założenia i utrzymania akwarium
- stabilne parametry wody
- ograniczenie zabiegów pielęgnacyjnych, czyszczenia filtrów, odmulania podłoża, podmian wody
- łatwość utrzymania bez szczególnych zabiegów
- ustabilizowane akwarium low-tech obywa się bez ingerencji akwarysty
- jedyne systematyczne zabiegi których wymagają akwaria low-tech to uzupełnianie odparowanej wody i usuwanie nadmiaru roślin
- długowieczność, udokumentowane są przypadki dobrego wzrostu roślin, zdrowia zwierząt i braku inwazji glonów w ośmioletnich zbiornikach[3]

## Inne
Popularyzatorką metody akwarium low-tech jest Diana Walstad. Zamiennie do tego terminu spotyka się na forach akwarystycznych i w artykułach opisujących metodę termin "Akwarium a la Diana Walstad" lub po prostu "Akwarium a la Diana". Akwaryści na swoich forach dyskusyjnych dla podkreślenia że ich akwarium jest typu low-tech podają tuż po rozmiarach zbiornika skrót "LT" np. "akwarium 60x30x35 LT"